# Геря Ніна
Ні́на Ге́ря (* 1990) — українська легкоатлетка, переможниця змагань Найсильніша жінка у світі, рекордсменка світу; п'ятиразова рекордсменка книги Гіннеса.

## З життєпису
Займатися штовханням почала у віці 13 років. Від 2007 року почала тренуватися в перетягуванні каната, тренер Гераскевич Михайло Дем'янович. Вона стала міжнародною учасницею з перетягування та членом національної збірної України, яка брала участь у кількох турнірах.
Почала тренуватись до змагань серед сильних жінок 2009 року з тренером Гераскевичем, а в травні 2010 року встановила свій перший світовий рекорд у дисципліні «Stone put» з підняттям на 120 кг. Була постійною учасницею силових змагань та ігор горян.